# 死火山
死火山（英語：Extinct Volcano），是已经长期沒有爆發，且近代又没有要喷发迹象，仅有火山遗迹的火山。基於被列為死火山的火山几乎不會再噴发或者活动，不少死火山一帶都會公開成為綠化帶。此类火山因為长期不會喷发而已經丧失了活动能力。有的火山仍然保持着完整的火山形态，只是剩下残缺不全的火山遗迹。非洲东部的乞力马扎罗山、中国山西大同火山群、香港糧船灣超級火山及日本的爱鹰山等均为死火山，其中山西大同火山群在方圆约50平方公里的范围内，分布着2个孤立的火山锥，其中狼窝山火山锥高将近120米。所謂的死火山并不是表示永远不会再喷发或者活动，只要遇上強烈地震，死火山就有可能會再次活动起來。